# Joey Votto
Joseph Daniel Votto (ur. 10 września 1983) – kanadyjski baseballista występujący na pozycji pierwszobazowego w drużynie Cincinnati Reds.

## Przebieg kariery
Votto został wybrany w drugiej rundzie draftu w 2002 roku przez Cincinnati Reds i początkowo występował w klubach farmerskich tego zespołu, między innymi w Louisville Bats, reprezentującym poziom Triple-A. W Major League Baseball zadebiutował 4 września 2007 w meczu przeciwko New York Mets jako pinch hitter.
W sezonie 2008 w głosowaniu do nagrody MLB Rookie of the Year Award zajął drugie miejsce za Geovanym Soto z Chicago Cubs. W 2009 wystąpił wraz z drużyną narodową na turnieju World Baseball Classic.
W 2010 po raz pierwszy wystąpił w Meczu Gwiazd, a także przy średniej uderzeń 0,324 (2. wynik w lidze), zwyciężając w klasyfikacji slugging percentage (0,600), on-base percentage (0,424), zdobywając 37 home runów (3. wynik w lidze) i zaliczając 113 RBI (3. wynik w lidze), został wybrany najbardziej wartościowym zawodnikiem, jednocześnie stając się trzecim w historii Kanadyjczykiem (po Larrym Walkerze i Justinie Morneau), który otrzymał nagrodę MVP. W tym samym roku zdobył również nagrodę Lou Marsh Trophy dla najlepszego kanadyjskiego sportowca.
W kwietniu 2012 podpisał nowy, dziesięcioletni kontrakt wart 225 milionów dolarów. W lutym 2013 został powołany do 28-osobowego składu reprezentacji Kanady na turniej World Baseball Classic. 2 kwietnia 2014 w meczu przeciwko St. Louis Cardinals zaliczył 1000. odbicie w MLB.
W sezonie 2017 został pierwszym od 1975 roku i piątym w historii klubu zawodnikiem, który zagrał w wyjściowym składzie we wszystkich 162 meczach.

## Nagrody i wyróżnienia
| Nagroda/wyróżnienie  | Lata                               | Źródło |
| MVP National League  | 2010                               | [ 7 ]  |
| 6× All-Star          | 2010, 2011, 2012, 2013, 2017, 2018 | [ 2 ]  |
| Gold Glove Award     | 2011                               | [ 14 ] |
| 6× Tip O’Neill Award | 2010, 2011, 2012, 2013, 2015, 2016 | [ 15 ] |
| Lou Marsh Trophy     | 2010                               | [ 9 ]  |
| Hank Aaron Award     | 2010                               | [ 16 ] |